# 郎位十二
后髮座26，又名BD+21 2439，HD 110024、SAO 82421、HR 4815，是后髮座的一颗恒星，视星等为5.46，位于銀經277.43，銀緯83.32，其B1900.0坐标为赤經12h 34m 8.8s，赤緯+21° 83.32′ 45″。